# Orgie de chat
Pour un article plus général, voir Saga de la pluie de météores.
Orgie de chat (Cat Orgy en version originale) est le septième épisode de la troisième saison de la série animée South Park, ainsi que le 38e épisode de l'émission. C'est aussi le premier épisode d'une trilogie : la Saga de la pluie de météores (avec Deux hommes nus dans un jacuzzi et Les Scouts juifs).

## Synopsis
Mme Cartman va à une fête donnée chez M. Mackey et laisse son fils sous la garde de Shelley Marsh. Cette dernière a invité son petit ami de 22 ans et le petit gros sert d'esclave. Kitty, la chatte de Cartman, organise une soirée d'amour avec d'autres chats.